# Idingstad säteri

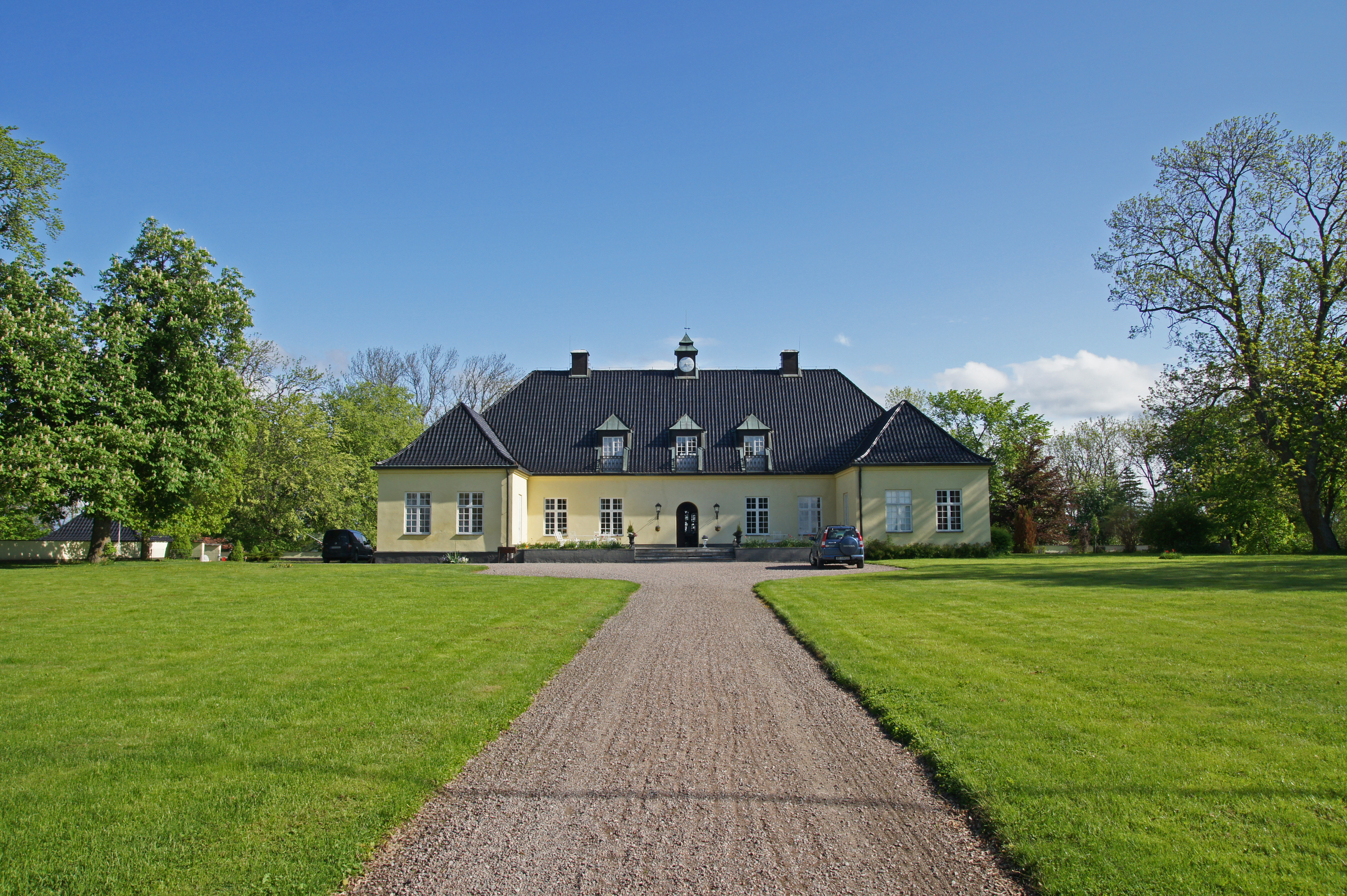
Idingstad säteri

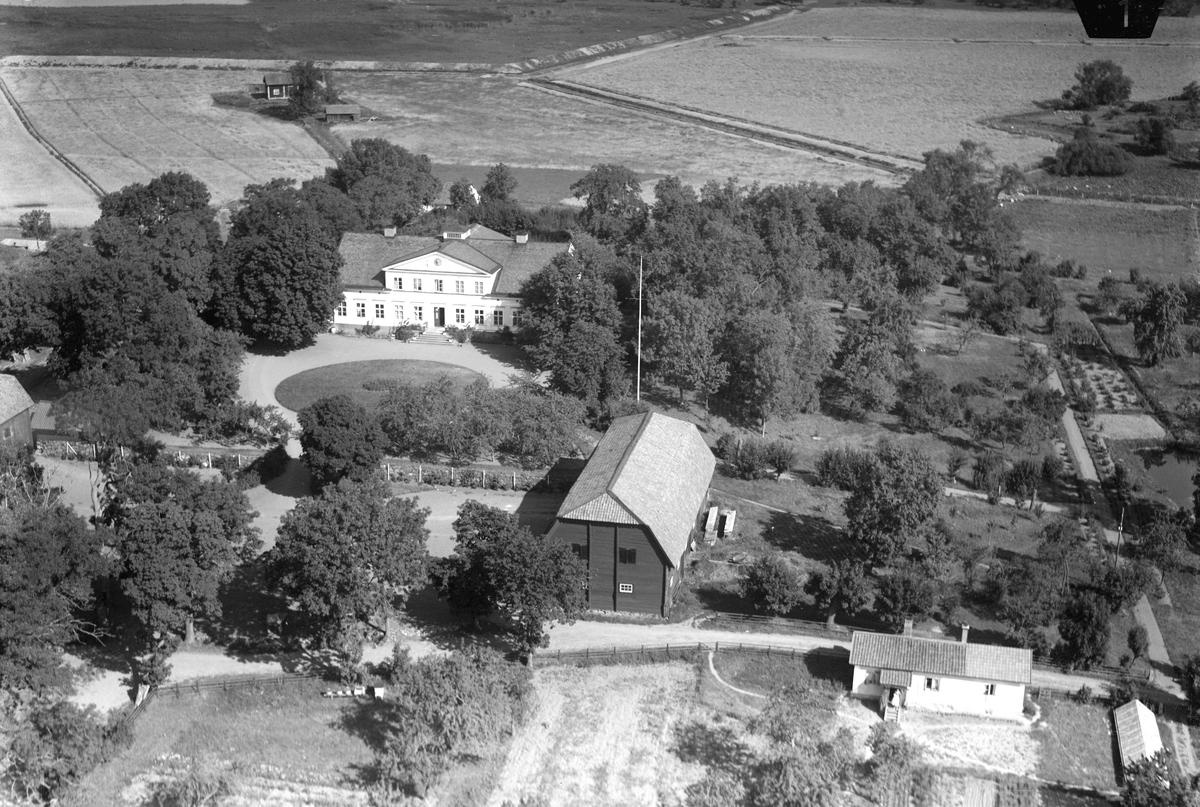
Herrgården på af Ugglas tid

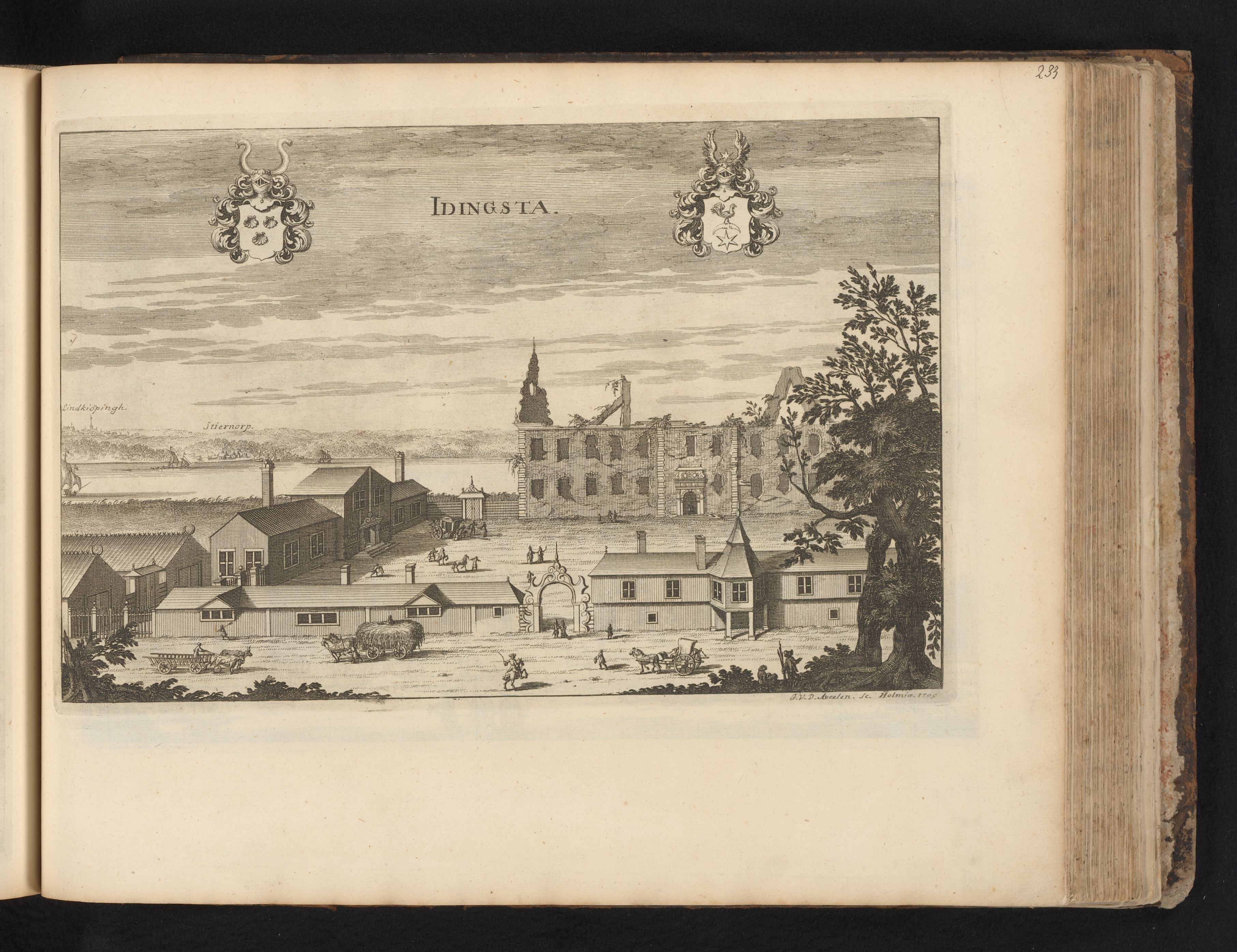
Det äldre slottet

Idingstad säteri ligger 12 km nordost om Linköping i anslutning till sjön Roxen. Idingstad hette tidigare Ydhingstadhir och omnämns första gången i skrift redan 1315. I slutet av 1500-talet bestod Idingstad av fem gårdar.
Hertig Karl skänkte 1602 Idingstad till Jöns Jacobsköld som utvidgade godset och lät uppföra en stor mangårdsbyggnad av sten. Jacobskölds byggnad blev inte gammal, år 1685 lades den i ruiner vid en eldsvåda och det skulle dröja ända till 1737 innan en ny mangårdsbyggnad kom till, då uppförd av general Burensköld. På 1850-talet lät Idingstads ägare helt bygga om huset som återigen bytte skepnad. 1931 flyttar godsägaren Carl Nymann från Kattholm i Aalsöe, sn Jylland till Idingstad. Carls dotter Erna Jensine Nymann som gift sig med friherre Peder Magnus af Ugglas son, ryttmästaren friherre Gustaf af Ugglas ärvde godset. Sedan 1960-61 utfördes en grundlig renovering av Sven Bertil Uhlén och huset fick då en exteriör liknande den från 1737. 